# Cordula Neis
Cordula Neis (* 1971 in Merzig) ist eine deutsche Romanistin.

## Leben
Von 1990 bis 1995 studierte sie Romanistik (Französisch/Italienisch), Erziehungswissenschaften und Musikwissenschaft an den Universitäten Saarbrücken und Potsdam; Studienaufenthalt an der Universität Pavia. Nach dem 1. Staatsexamen 1995 (Französisch/Italienisch) an der Universität Potsdam war sie von 1996 bis 1999 Stipendiatin der Graduiertenförderung des Landes Brandenburg. Nach der Promotion 2001 in Romanische Philologie an der Universität Potsdam war sie von 2001 bis 2008 wissenschaftliche Mitarbeiterin am Institut für Romanistik der Universität Potsdam. Nach dem Habilitationsvortrag 2012 & Erteilung der venia legendi für das Fach Romanische Philologie an der Universität Potsdam ist sie seit 2016 Professorin für Französische Sprachwissenschaft an der Europa-Universität Flensburg.

## Schriften (Auswahl)
- Anthropologie im Sprachdenken des 18. Jahrhunderts. Die Berliner Preisfrage nach dem Ursprung der Sprache (1771). Berlin 2003, ISBN 3-11-017518-5.
- als Herausgeberin mit Sybille Große: Langue et politique en France à l’époque des Lumières. Frankfurt am Main 2008, ISBN 3-927884-80-4.
- mit Gerda Haßler: Lexikon sprachtheoretischer Grundbegriffe des 17. und 18. Jahrhunderts. Berlin 2009, ISBN 3-11-017925-3.
- als Herausgeberin mit Gerda Haßler: Oralité(s) et écriture(s). Münster 2012, ISBN 978-3-89323-141-6.